# 英文写作指南
英文写作指南（英語：The Elements of Style），又译风格的要素，是一本美国英语的写作指南。作者是小威廉·斯特伦克和E·B·怀特。书中包括8个“基本使用规则”，10个“创作的基本原则”，“一些形式的问题”，一个包含49个易误用的单词和表达，57个易拼错的单词的列表。在2011年，时代杂志把该书的英文原版列为从1923年到现在100本最富有影响力的书之一。

## 历史
而此书的原稿是一次世界大战期间小威廉·斯特伦克在康奈尔大学教授“第八级英语”自己编写的一本小册子，而E.B.怀特则是他的学生之一。1957年这本《英文写作指南》经过怀特的修订而出版。或许是出于凸显的目的，英文封面上两位作者的姓氏被放大，故此书常常也被称为“斯特伦克&怀特（英語：Strunk & White）”。

## 相关
美籍华人董鼎山于1986年在《读书》杂志（1986第一期）撰文，悼念E·B·怀特。